# Bairo
Bairo (piemontesisch Ber) ist eine Gemeinde in der italienischen Metropolitanstadt Turin (TO), Region Piemont.

## Lage und Einwohner
Bairo liegt 40 km nördlich von Turin und liegt auf einer Höhe von 360 m über dem Meeresspiegel. Das Gemeindegebiet umfasst eine Fläche von 7 km² und hat 784 Einwohner (Stand 31. Dezember 2023). 
Die Nachbargemeinden sind Castellamonte, Torre Canavese, Agliè und Ozegna. 

### Bevölkerungsentwicklung

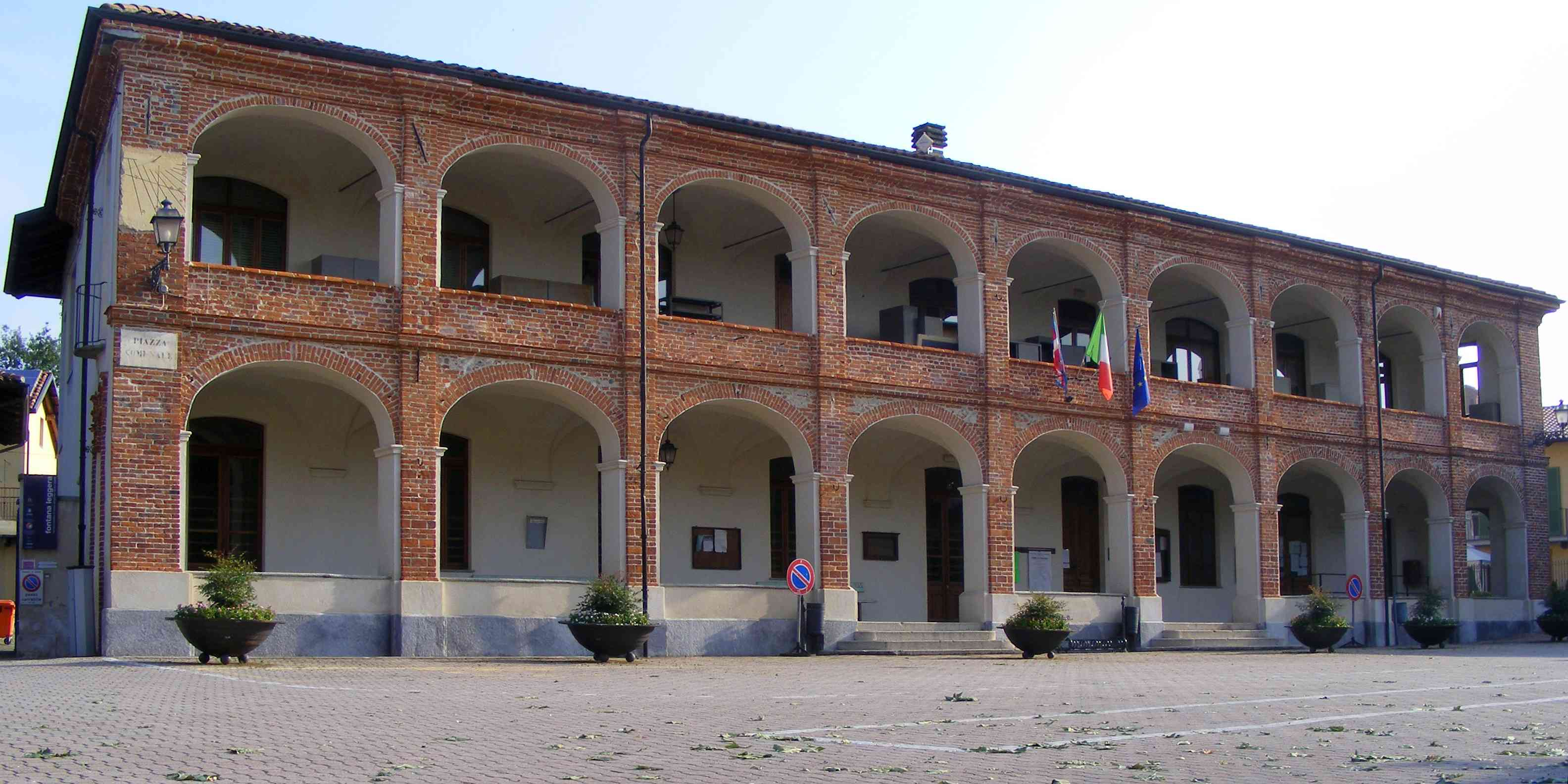
Gemeindeverwaltung

## Persönlichkeiten
- Carlo Kardinal Furno (1921–2015), Kardinal und Kardinal-Großmeister des Ritterordens vom Heiligen Grab zu Jerusalem
- Carlos Luis Spegazzini (1858–1926), italienisch-argentinischer Botaniker und Mykologe